# Kamran Şahsuvarlı
Kamran Şahsuvarlı (6 dicembre 1992) è un pugile azero.

## Palmarès

### Olimpiadi
- 1 medaglia:
  - 1 bronzo (Rio de Janeiro 2016 nei pesi medi)

### Mondiali dilettanti
- 1 medaglia:
  - 1 bronzo (Amburgo 2017 nei pesi medi)

### Europei dilettanti
- 1 medaglia:
  - 1 argento (Charkiv 2017 nei pesi medi)

### Giochi della solidarietà islamica
- 1 medaglia:
  - 1 argento (Baku 2017 nei pesi medi)